# Loi organique de l'État
La Loi organique de l'État (Ley Orgánica del Estado) de 1967 a été promulguée pendant la troisième période du franquisme, c'est-à-dire sous un gouvernement dans lequel la majeure partie du pouvoir était aux mains de la famille technocrate. La loi représente, avec les sept autres lois fondamentales du régime, une partie du processus d'institutionnalisation du franquisme.

## Contenu
Les éléments fondamentaux de cette loi sont :
- La séparation des postes de Chef de l'État et de Chef du Gouvernement même si cela n'a pas empêché Franco de continuer à cumuler les deux charges jusqu'en 1972 lorsque les Cortes choisirent Luis Carrero Blanco (qui fut assassiné par ETA en 1973 et remplacé par Carlos Arias Navarro).
- L'augmentation du nombre de députés aux Cortes Generales
- La consolidation de l'institution monarchique en Espagne
- La création du poste de député local (Procurador familiar)
- Elle envisage la possibilité de créer des associations politiques.

## Sources
- (es) Cet article est partiellement ou en totalité issu de l’article de Wikipédia en espagnol intitulé « Ley Orgánica del Estado » (voir la liste des auteurs).